# Найдис, Илья Давыдович
Илья Давыдович Найдис (укр. Ілля Давидович Найдіс; 1 марта 1926, Харьков, Украинская ССР, СССР — 12 сентября 1998, там же, Украина) — советский и украинский учёный-правовед, специалист в области криминалистики. Кандидат юридических наук (1967), профессор (1995). Профессор кафедры криминалистики Национальной юридической академии Украины имени Ярослава Мудрого (1995—1997).

## Биография
Родился 1 марта 1926 года в Харькове. После начала Великой Отечественной войны Найдис был эвакуирован из Харькова в Каттакурган Узбекской ССР. В 1942 году в эвакуации он устроился работать в переплётный цех типографии, которая функционировала при местном хлопковом заводе. Продолжал работать в типографии до 1944 года, а начиная с 1945 года проходил службу в Красной (с 1946 года — Советской) армии.
В 1948 году Найдис был демобилизован и в том же году экстерном окончил Харьковскую юридическую школу. В следующем году он начал работать на курсах прокуратуры СССР в Харькове, где сначала был лаборантом, а затем заведующим кабинетом криминалистики. Работу совмещал с учёбой в Харьковском юридическом институте, который окончил в 1955 году. Вплоть до 1961 года продолжал трудиться на харьковских курсах прокуратуры, а затем был переведён на курсы усовершенствования следователей в Ленинграде, где стал заведующим циклом криминалистической техники и судебных экспертиз.
В 1966 году устроился на работу старшим преподавателем на кафедре криминалистической техники Института усовершенствования следственных работников органов Прокуратуры и МВД. В 1967 году во Всесоюзном институте по изучению причин и разработок мер предупреждения преступности при Прокуроре СССР защитил кандидатскую диссертацию на тему «Применение киносъёмки при расследовании преступлений и использование кинодокументов как источников уголовно-судебных доказательств». Соответствующая учёная степень была присвоена ему в том же году. В 1971 году занял должность доцента на той же кафедре.
В 1975 году был принят на место доцента на кафедре криминалистики Харьковского юридического института. Преподавал учебную дисциплину «криминалистика». Во время работы на этой кафедре Илья Давыдович участвовал в создании её музея, учебно-методического кабинета, специальных аудиторий и криминалистического полигона, а также возглавлял отдел технических средств обучения. Помимо этого занимался практикой, исследовал материалы уголовных дел по некоторым видам преступлений и «оказывал практическую помощь» работникам органов прокуратуры Харьковской области.
В 1995 году Найдису было присвоено учёное звание профессора, и в том же году он занял одноимённую должность на кафедре криминалистики Национальной юридической академии Украины имени Ярослава Мудрого (до 1991 — Харьковский юридический институт). Работал профессором кафедры криминалистики до 1997 года. Скончался 12 сентября 1998 года в родном городе.

## Награды
Был удостоен трёх медалей — «За боевые заслуги», «За победу над Германией в Великой Отечественной войне 1941—1945 гг.» и «Ветеран труда», а также почётных грамот МВД СССР и исполнительного комитета Харьковского областного совета народных депутатов.